# Spike (My Little Pony)
Spike, inizialmente chiamato Dragoberto in Italia, è un personaggio immaginario che compare in diverse serie d'animazione derivate dal marchio di giocattoli Hasbro My Little Pony.
In tutte le sue incarnazioni, Spike è un drago di color viola (o rosa) a scaglie verdi.

## Prime apparizioni
Nella sua versione di prima generazione (1984), Spike è un cucciolo di drago rosa e verde che viene adottato da Megan e dai pony dopo essere stato liberato dal servaggio di Scorpan. In questa serie, il suo nome è tradotto in italiano come Dragoberto.
Nella sua versione di terza generazione (2006), Spike è un drago adulto e saggio; compare nei film d'animazione My Little Pony - La passeggiata della principessa e My Little Pony - L'arcobaleno scomparso.

## My Little Pony - L'amicizia è magica
Nella sua versione di quarta generazione, cioè in My Little Pony - L'amicizia è magica (2010), Spike è di nuovo un cucciolo di drago. Personaggio principale della serie, è doppiato in italiano da Tania De Domenico e da Cathy Weseluck nell'edizione originale. È un fedele amico e l'assistente numero uno di Twilight Sparkle, con cui ha vissuto fin dalla nascita. Spike nutre una profonda cotta per Rarity, la graziosa unicorno stilista.

### Sviluppo
L'aspetto di Spike è basato su quello dell'omonimo personaggio della prima generazione piuttosto che sulla sua versione della terza generazione, benché alcune modifiche siano state apportate da parte di Lauren Faust. È l'unico membro del cast principale oltre a Applejack a essere presente anche nella serie originale My Little Pony. Nella prima generazione era già un cucciolo di drago con scaglie verdi (anche se occasionalmente il suo corpo era di colore rosa). Nella sua incarnazione G3 è invece un drago di mille anni, con scaglie arancioni, capelli viola, e il corpo blu.

### Personalità
Spike ha una propensione per il sarcasmo e talvolta ride delle disgrazie altrui: quando Twilight e le altre rimangono vittime della "quercia scherzosa", se ne esce con nomignoli scherzosi per prenderle in giro.
Ciononostante, quando Twilight perde la testa a causa del nervosismo per la mancata consegna del suo rapporto settimanale a Princess Celestia, Spike è l'unico a preoccuparsi delle sue condizioni, tanto da mettere la principessa al corrente della situazione; egli dimostra così di conoscere bene Twilight, così come le sue debolezze. Spike è talmente legato a Twilight da considerarla una familiare, e il suo più grande terrore è che un giorno sarà costretto a lasciarla: quando Gufolisio viene assunto da Twilight per farle da secondo assistente, tenta di incastrarlo per convincere Twilight a cacciarlo via, per poi rendersi conto di non essere stato rimpiazzato e pentirsi delle proprie azioni. Sotto l'influenza di un incantesimo di re Sombra, che costringe a vivere le proprie peggiori paure, Spike si vede congedato per sempre dal ruolo di assistente di Twilight.
Per quanto Spike dimostri una certa autostima (definendosi un drago atletico e intelligente, e in un caso immaginandosi in futuro nelle vesti di un prestante cavaliere), egli sente la necessità di scoprire le proprie origini e il proprio posto del mondo, il che lo porta in un'occasione a lasciare Ponyville per dirigersi nelle terre dei draghi. In quest'occasione, Spike capisce che il fatto di essere cresciuto tra i pony l'ha reso più simile a un pony che a un drago, e sceglie di rimanere con la sua «vera famiglia» a Ponyville anziché tra gli altri draghi.
Quando scopre di essere diventato una celebrità in tutto l'Impero di cristallo dopo aver contribuito a salvarlo dall'attacco di re Sombra, Spike si monta la testa e prova a mettersi in mostra di fronte all'intera popolazione dell'Impero in occasione dei Giochi d'Equestria, per sentirsi degno della loro ammirazione; quando però i suoi tentativi risultano fallimentari, diventa insicuro e inconsolabile. Persino dopo aver salvato i partecipanti e il pubblico dei Giochi d'Equestria dall'impatto di un ammasso di ghiaccio, Spike è inizialmente portato a sminuire il proprio operato come una semplice reazione istintiva, e non un atto di eroismo, finché Twilight non gli fa capire che l'unico a essere deluso dal suo comportamento è lui stesso, e che «a volte, per sentirsi bene con sé stessi bisogna lasciar perdere il passato».
Spike ama il divertimento e stare in compagnia delle sue amiche, benché finga di non essere per nulla interessato al Gran Galà Galoppante per non ledere la propria immagine di mascolinità.
Come tutti i draghi, benché ancora piccolo, Spike adora nutrirsi di pietre preziose, e dimostra una certa propensione per il possesso. In occasione del suo compleanno, ricevere regali dalle amiche innesca in lui l'istinto, tipico dei draghi, di impadronirsi di tutto ciò che desti il suo interesse e accumularlo in un tesoro. L'avidità di Spike provoca anche la sua crescita smisurata, facendogli perdere il controllo e devastare Ponyville, finché Rarity riesce a fargli ricordare la sua vera natura e farlo tornare quello di prima.

### Abilità
Spike è in grado di inviare rapidamente le lettere di Twilight a Princess Celestia incenerendole con il proprio soffio infuocato, che le trasporta direttamente al castello di Canterlot; allo stesso modo, le lettere inviate da Celestia a Twilight vengono consegnate a quest'ultima da Spike, che le può espellere dalla bocca con un rutto.

### Equestria Girls
Spike è uno dei pochi abitanti di Equestria, oltre a Sunset Shimmer, Twilight Sparkle e Starlight Glimmer, di cui sappiamo aver visitato il mondo di Equestria Girls. Accompagna infatti Twilight durante le sue due avventure alla Canterlot High, sotto forma di cane parlante.

#### Spike il cane
Spike ha anche una controparte canina che vive nel mondo di Equestria Girls, ed è l'omonimo animale domestico della Twilight umana. Questi acquista magicamente la capacità di parlare durante i Chroniathlon, dopo essere stato colpito da un fascio concentrato di magia proveniente da Fluttershy.